# Szefostwo Saperów
Szefostwo Saperów Ministerstwa Spraw Wojskowych – organ pracy II wiceministra spraw wojskowych właściwy w sprawach saperów Wojska Polskiego II RP.
31 stycznia 1929 rozwiązano Departament Inżynierii MSWojsk. Na bazie jego wydziałów utworzono szefostwa: saperów, łączności i broni pancernych. Szefostwo Saperów powstało z wydziału saperów oraz części wydziału ogólnego.
7 listopada 1934 na bazie Szefostwa Saperów utworzono Dowództwo Saperów Ministerstwa Spraw Wojskowych.

## Zakres zadań
Zakres zadań szefa saperów MSWojsk. obejmował:
- opracowywanie wniosków w zakresie pokojowej i wojennej organizacji wojsk,
- przygotowanie mobilizacyjnego rozwinięcia jednostek saperskich,
- prowadzenie polityki personalnej w zakresie obsady korpusu oficerskiego do szczebla dowódców samodzielnych batalionów, podoficerskiego i szeregowych,
- przygotowanie i dystrybucja regulaminów i instrukcji saperskich,
- formułowanie wytycznych w zakresie szkolenia kadr saperskich,
- organizowanie zabezpieczenia materiałowo - technicznego

## Struktura organizacyjna
- szef Szefostwa Saperów - ppłk Maksymilian Hajkowicz
- Referat Ogólny
  - kierownik referatu - kpt. dypl. Bohdan Chojnowski (do 31 III 1930)
  - kierownik referatu - mjr sap. Leon Bianchi (od 31 III 1930)
- Referat Personalny
  - kierownik referatu - mjr Józef Bochnia
- Referat Techniczny
  - kierownik referatu - kpt. Stanisław Olczak
- Referat Wyszkolenia
  - kierownik referatu - mjr Bolesław Siwiec